# Christopher Fliether
Christopher Fliether (* 1981 in Hamburg) ist ein deutscher Schauspieler.

## Leben
Christopher Fliether absolvierte seine Schauspielausbildung von 2002 bis 2005 an der Schule für Schauspiel Hamburg. Dort gehörte u. a. die Schauspielerin Marie Bäumer zu seinen Dozentinnen. Von 2005 bis 2007 war er Ensemblemitglied beim Theater in der Basilika in Hamburg-Ottensen. Anschließend war er von 2007 bis 2008 Mitglied des freien Hamburger Tournee-Theaterunternehmens „Die Theatermacher“. Außerdem arbeitete er als Darsteller im Hamburg Dungeon. Seit 2012 gastiert er in Kindergärten und Schulen des DRK erfolgreich mit dem „Early English“-Musical Annie und Alex.
Fliether arbeitete auch für den Film und das Fernsehen. Er wirkte in mehreren Kurzfilmen, unter anderem unter der Regie von Lars Büchel und Delia Gyger, mit. In dem Kurzfilm Der rote Punkt (2016, mit Martin May in der Hauptrolle), der für den Shocking Shorts Award nominiert war, verkörperte Fliether den ermittelnden Kommissar Jansen, der versucht, der Wahrheit auf den Grund zu gehen. Er stand in Episodenrollen außerdem für mehrere TV-Serien wie SOKO Wismar (2019) und Der Bulle und das Biest (2019, als Sohn und Erbe eines ermordeten Fleischerei-Inhabers) vor der Kamera. In der 2. Staffel der ZDF-Krimiserie SOKO Potsdam übernahm er eine Episodenhauptrolle als tatverdächtiger Lebensmittellieferant Stefan Gröber.
Fliether ist auch als Synchronsprecher und Synchronschauspieler tätig. Er ist Mitglied im Bundesverband Schauspiel (BFFS), Mitinhaber einer eigenen Casting-Agentur und lebt in Hamburg.

## Filmografie (Auswahl)
- 2006: Nichts weiter als (Kurzfilm)
- 2009: Da kommt Kalle: Teure Ferien (Fernsehserie, eine Folge)
- 2012: Steffi gefällt das (Kurzfilm)
- 2014: Das Tor zur Welt (Kurzfilm)
- 2016: Der rote Punkt (Kurzfilm)
- 2018: Morden im Norden: Filmriss (Fernsehserie, eine Folge)
- 2019: Der Bulle und das Biest: Tödliche Geheimnisse (Fernsehserie, eine Folge)
- 2019: SOKO Wismar: Aus der Kurve (Fernsehserie, eine Folge)
- 2019: SOKO Potsdam: Eine verhängnisvolle Affäre (Fernsehserie, eine Folge)
- 2021: Sarah Kohr – Stiller Tod (Fernsehreihe)
- 2022: Die Kanzlei: Bruchtest (Fernsehserie, eine Folge)
- 2022: SOKO Wismar: Sicher ist nur der Tod (Fernsehserie, eine Folge)
- 2022: Stralsund: Die rote Linie (Fernsehreihe)
- 2023: Conti – Meine zwei Gesichter